# Chuba

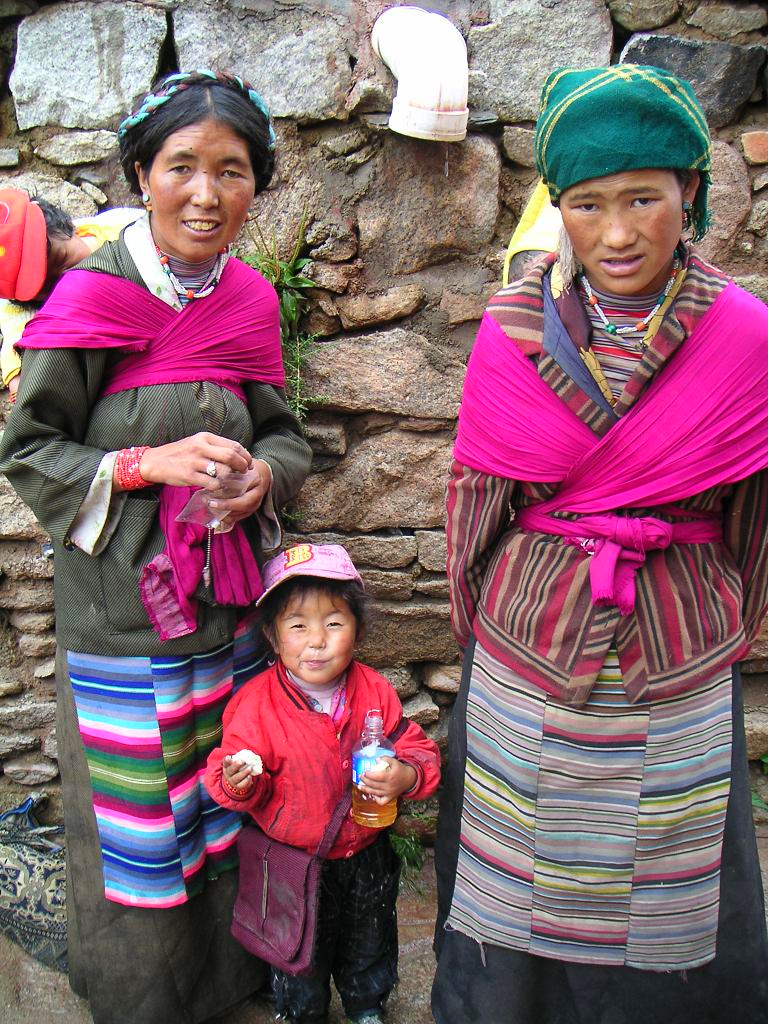
Twee vrouwen bij Drepung die de chuba uit de provincie U-Tsang dragen

Een chuba is een lange schapenvacht van dik Tibetaans scheerwol dat wordt gedragen door de nomadische volken die op grote hoogte leven in het koude gebergte van het Tibetaans Hoogland.
De traditionele kleding van de sherpa's verschilt van de solu-khumba, het basiskledingstuk van de sherpa's, gezien de chuba afkomstig is uit de koudere klimaatgebieden van Tibet. Het is een lange mantel tot aan de enkels die rond de middel wordt gebonden met een lange ceintuur.
In het verleden werden chuba's gemaakt van strepen handgeweven wollen kleren. Oorspronkelijk werden ze gebleekt. Later werden ze echter ook zwart of bruin geverfd.